# Brilon
Brilon település Németországban, azon belül Észak-Rajna-Vesztfália tartományban. Lakosainak száma 25 624 fő (2023. december 31.). Brilon Marsberg, Bad Wünnenberg, Büren, Rüthen és Olsberg községekkel határos.

## Fekvése
Bad Wünnenberg délnyugati szomszédjában fekvő település.

## Története

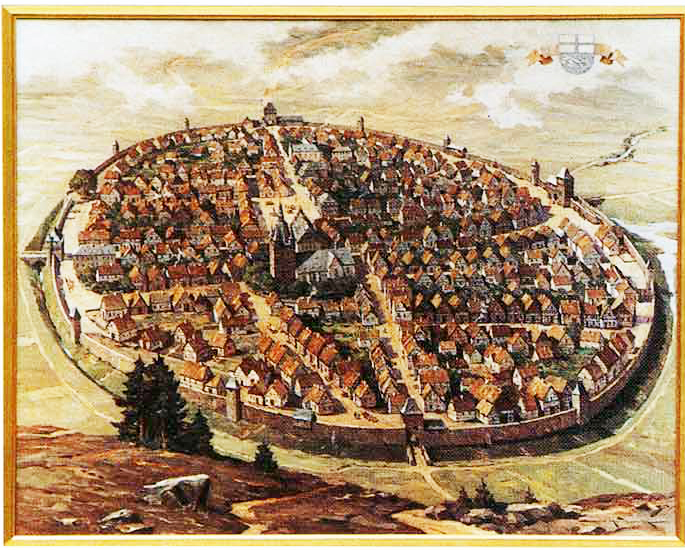
Brion 1720-ban

A Brioni fennsík a mezolit kor óta lakott helynek számít. Környékén több bronz korból származó halomsír, vaskori, majd az 1. századi római kori lelet, valamint vas- és kalcitbányászat nyomai kerültek napvilágra.
Az első írásos említése 973-ból való, amikor II. Ottó császár megerősítette a Magdeburgi érsekséget itteni vagyonában, beleértve a "Villa Brilon"-t is. Ez Később csere révén Brion tulajdonosa egy időre a Paderborni egyház lett, majd 1220 körül a kölni érsek Engelbert szerezte meg, aki megerősíttette az erődített város falait, és önkormányzati jogokat adott Brionnak. A város eredeti mérete kb 32 hektár volt. Engelbert és Paderborn között véres összecsapások zajlottak Brilon megszerzéséért, valószínűleg főként a gazdasági érdekből; mely az ásványi nyersanyagok ólom, vas, ezüst voltak amelyeket Brilon térségében bányásznak és olvasztottak be. 

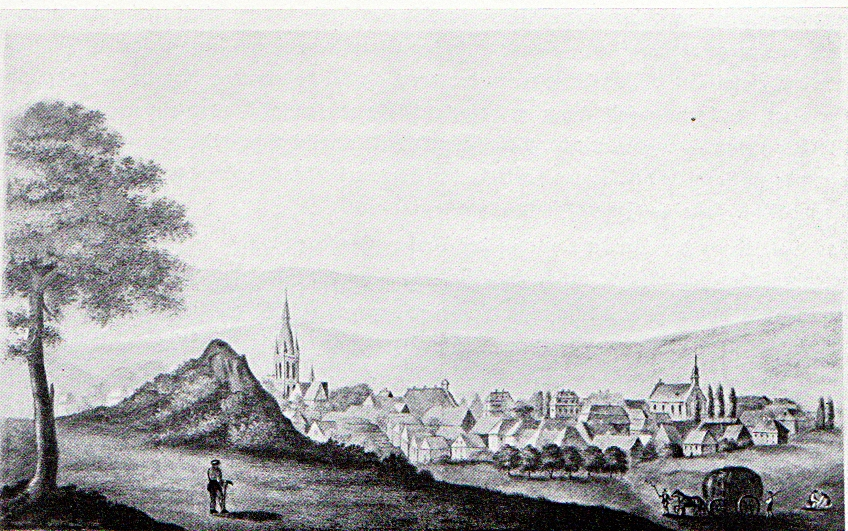
Brion egy 1780-ban készült litográfián

Brilon ma Sauerland külföldön is ismert egyik idegenforgalmi nevezetessége, melynek több mint ötven szállodája, panziója, étterme van.
Németország erdőben leggazdagabb körzete, 24 000 hold területével, melyből 400 km-nyi sétaút. 
Középhegység jellege és erdői miatt kedvező a klímája, melyet nemcsak a gyógyulni és pihenni vágyók keresnek fel, hanem a téli sportok kedvelői is.

## Nevezetességek

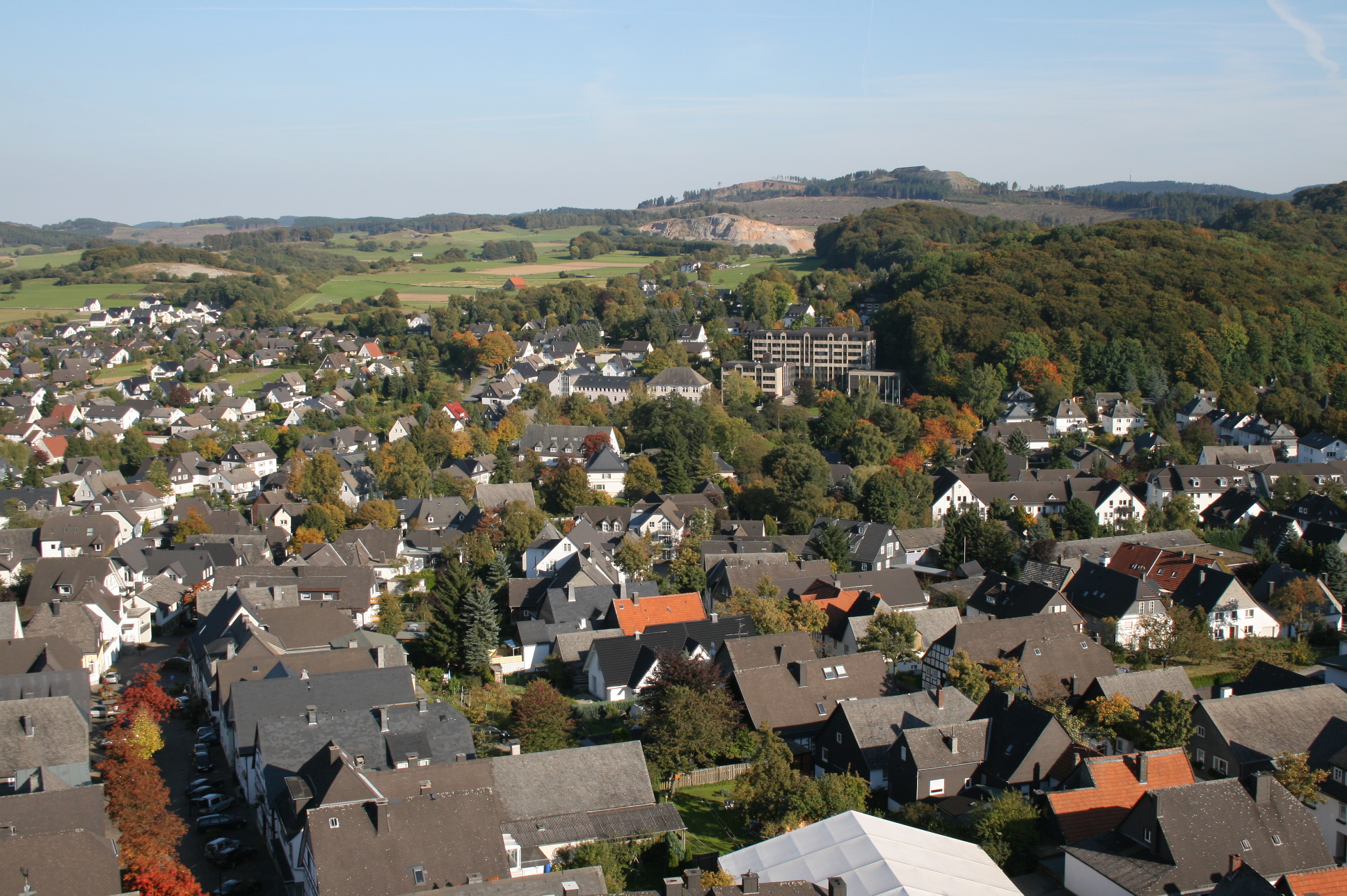
Brilon látképe

- Városháza (Rathaus) - a 13. században épült, majd a 18. században bájos barokk külsővel látták el.
- Pfarrkirche - késő román stílusú templom.

## Galéria

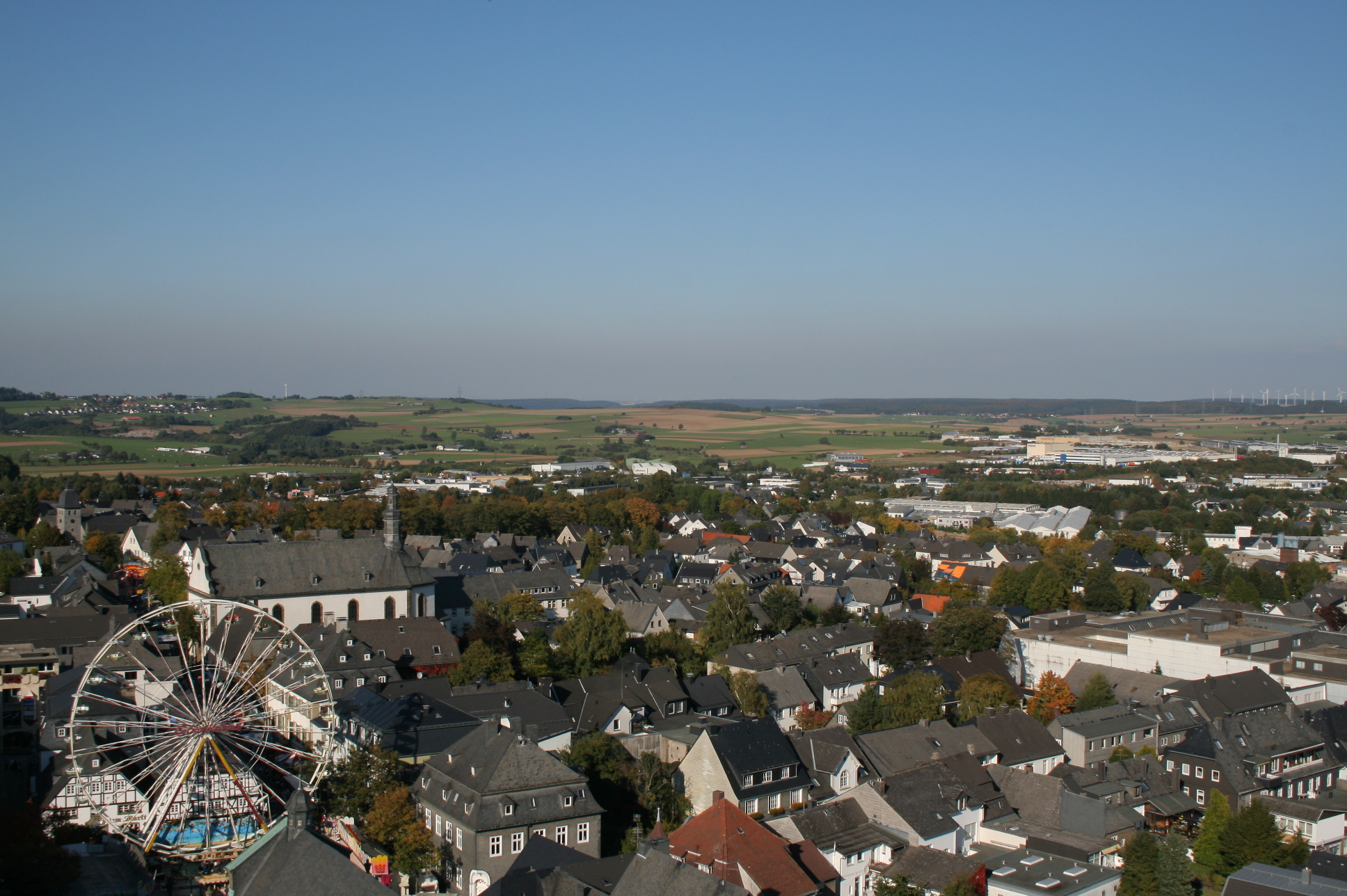
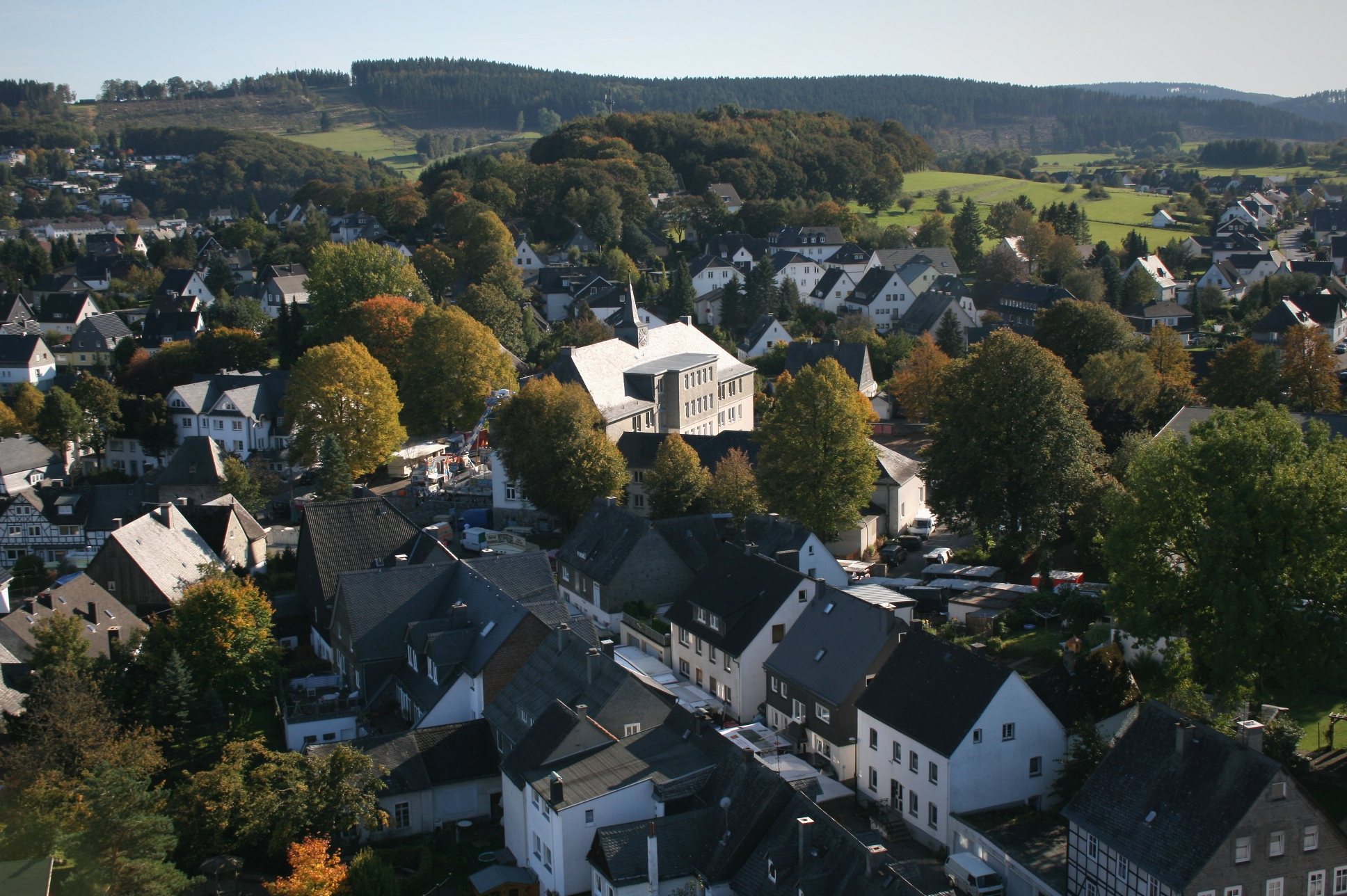
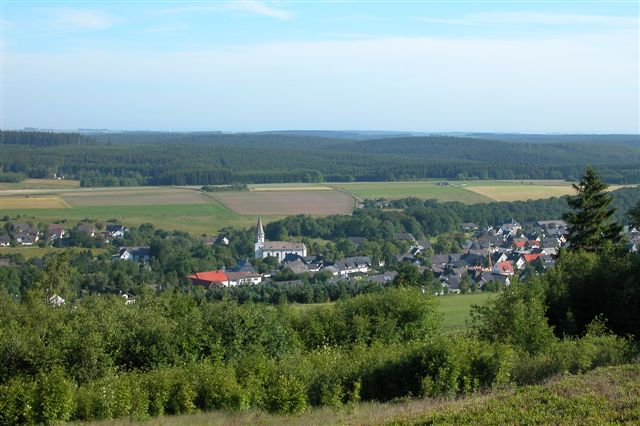
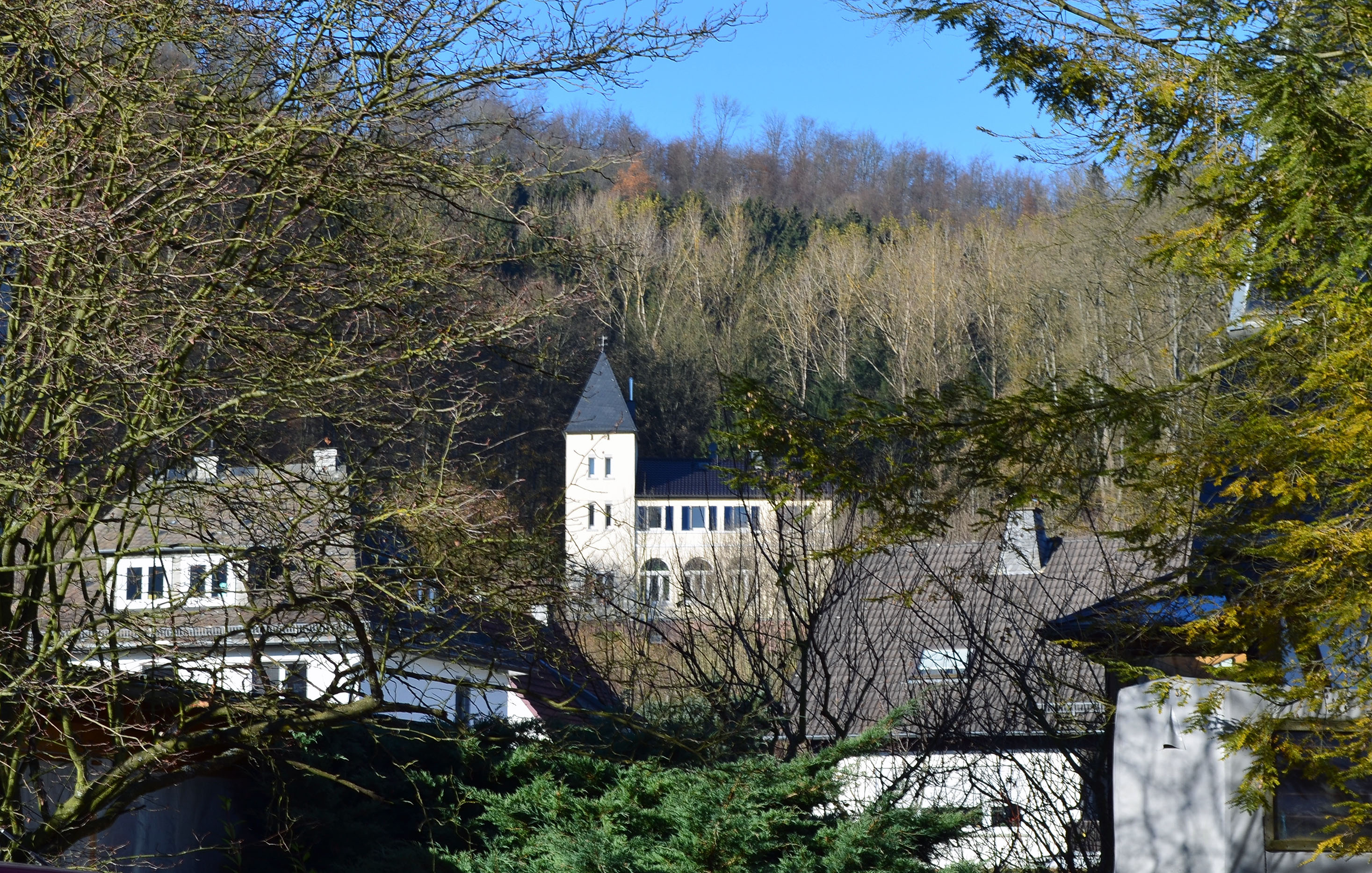
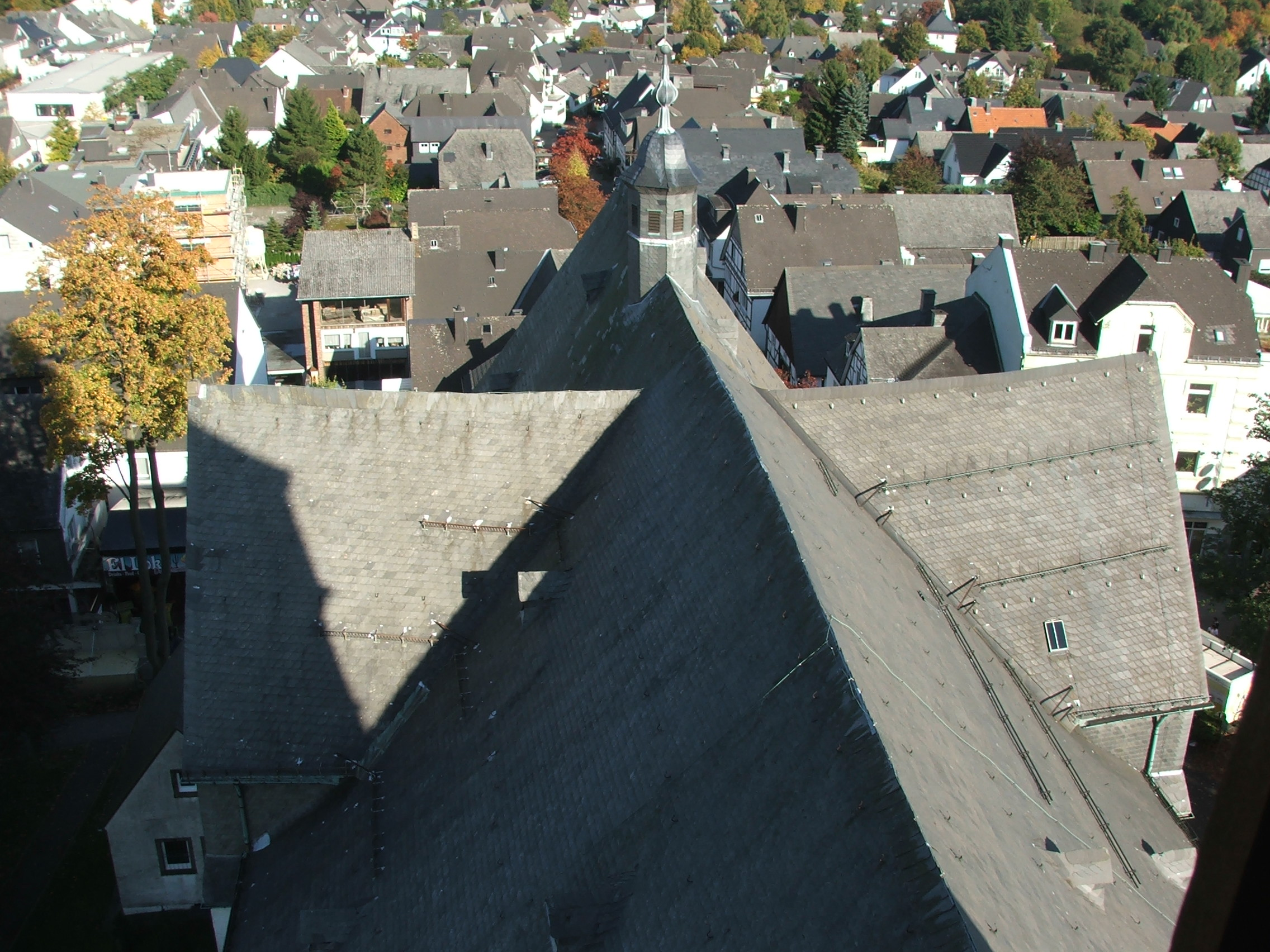
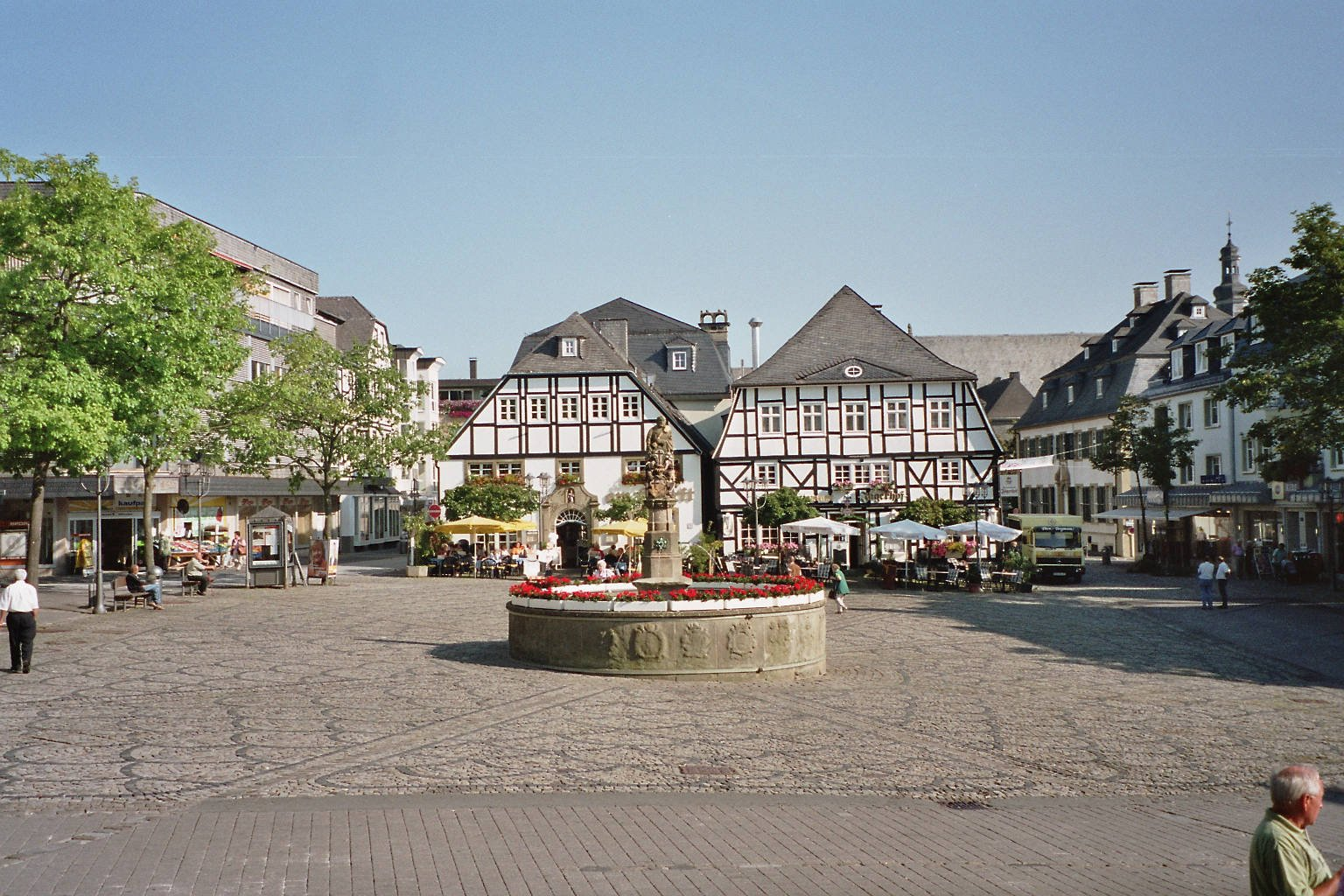
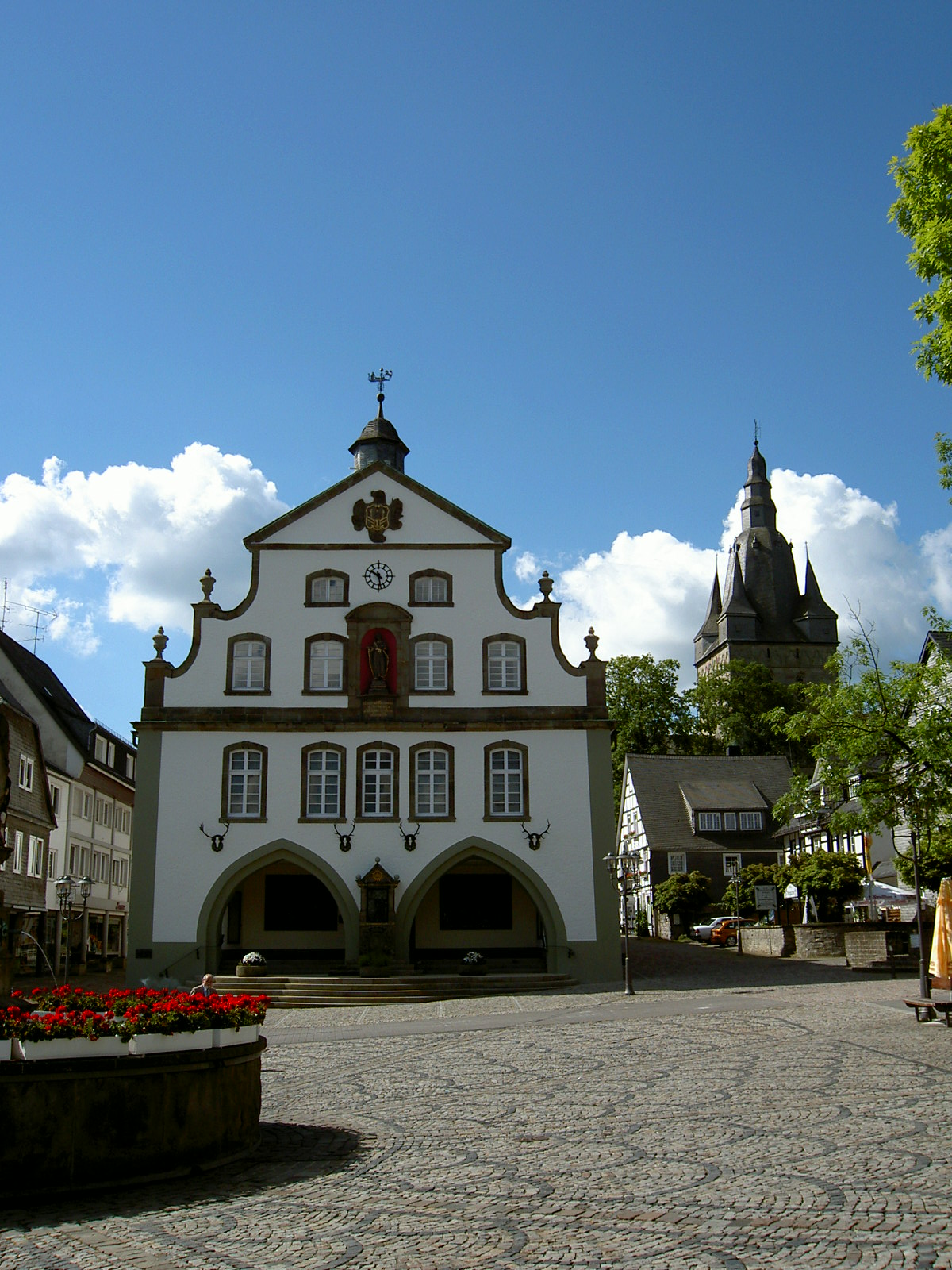
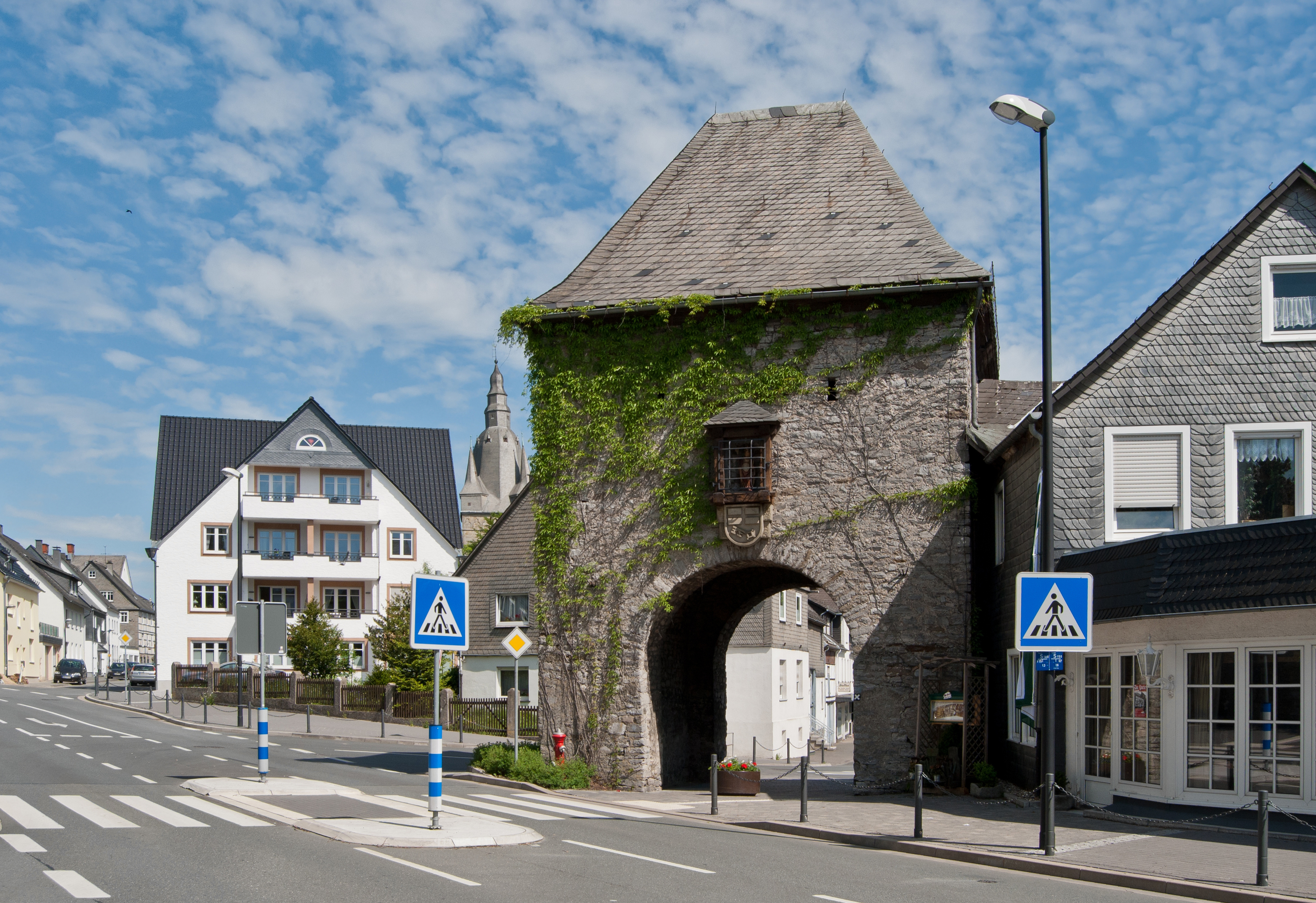
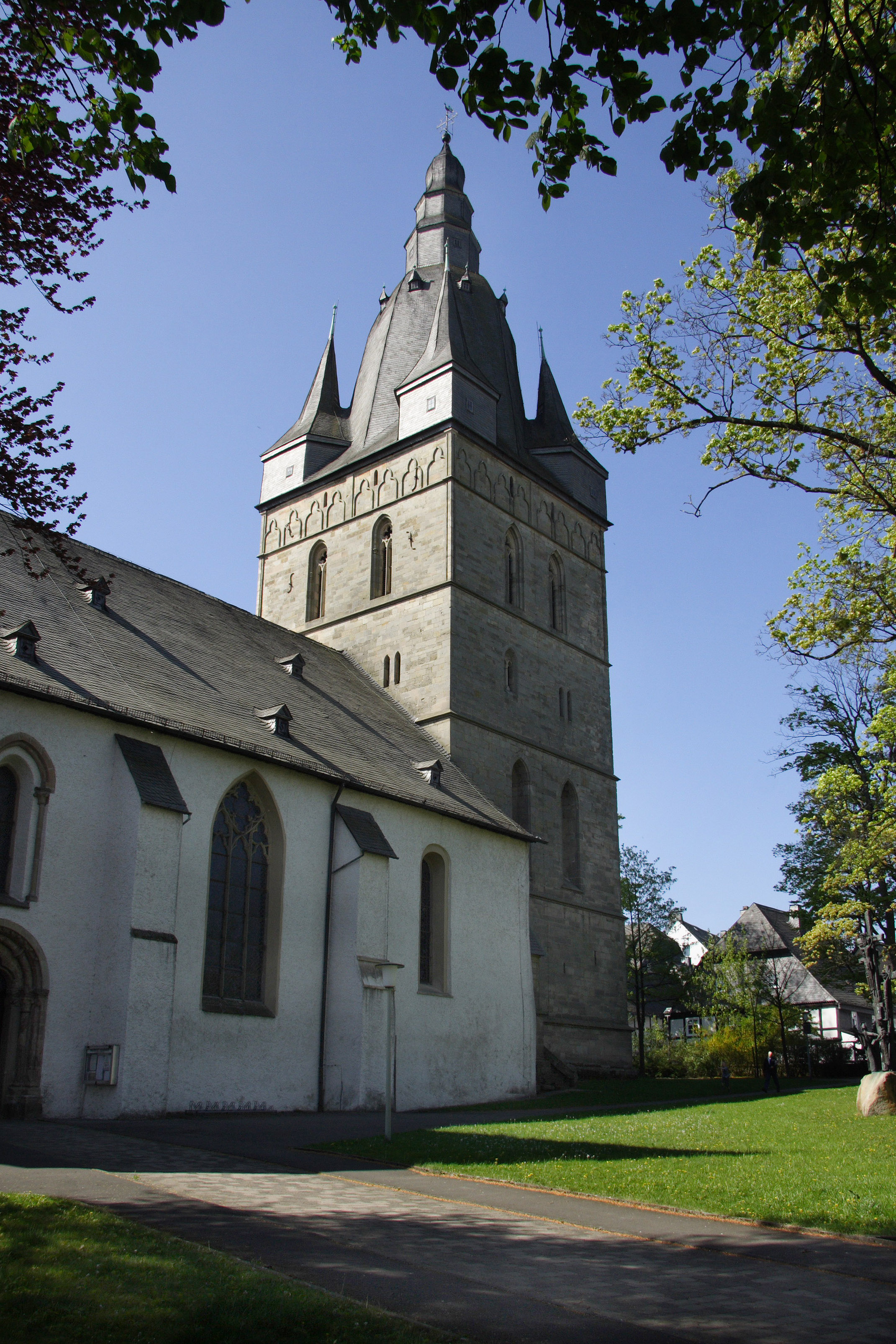
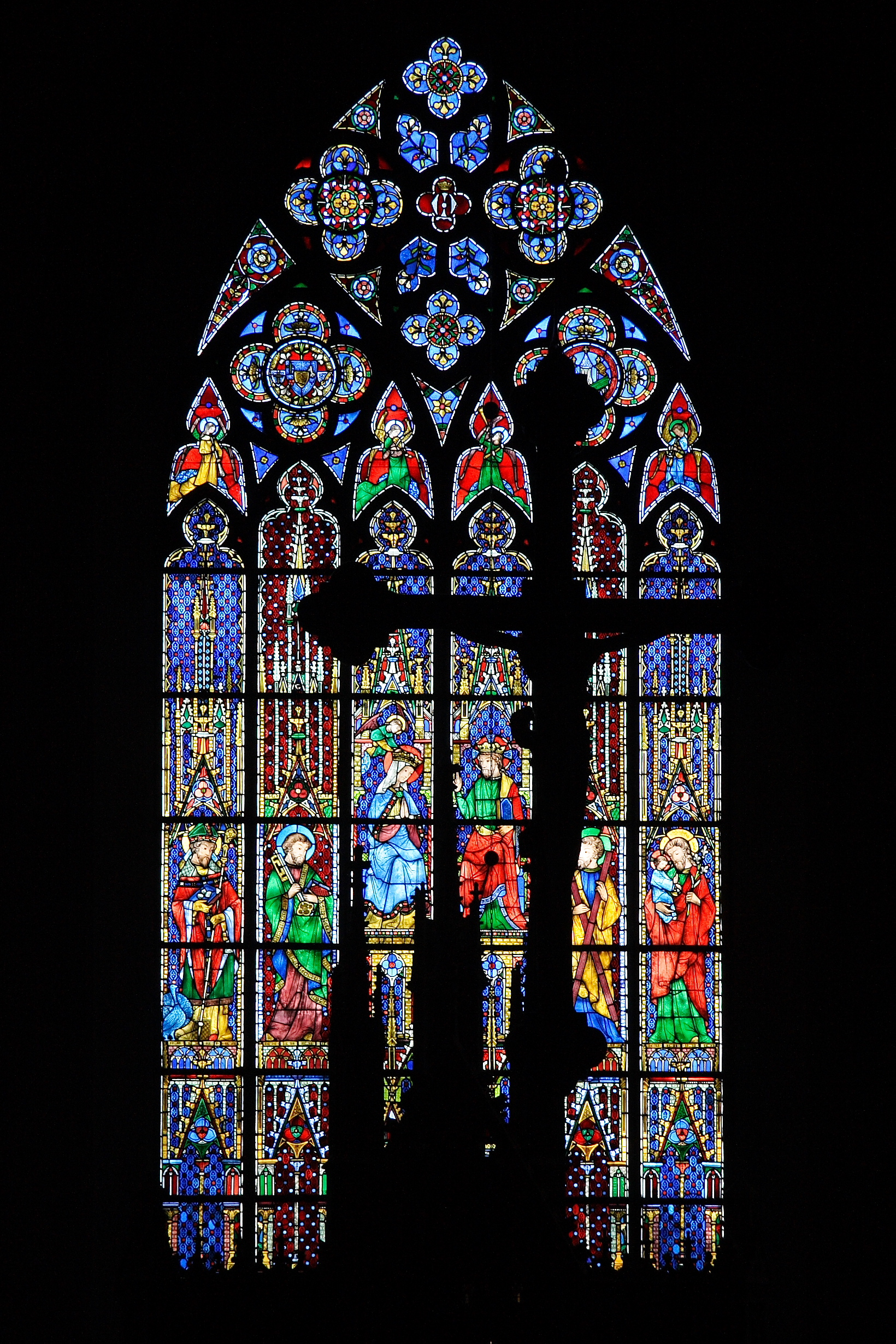
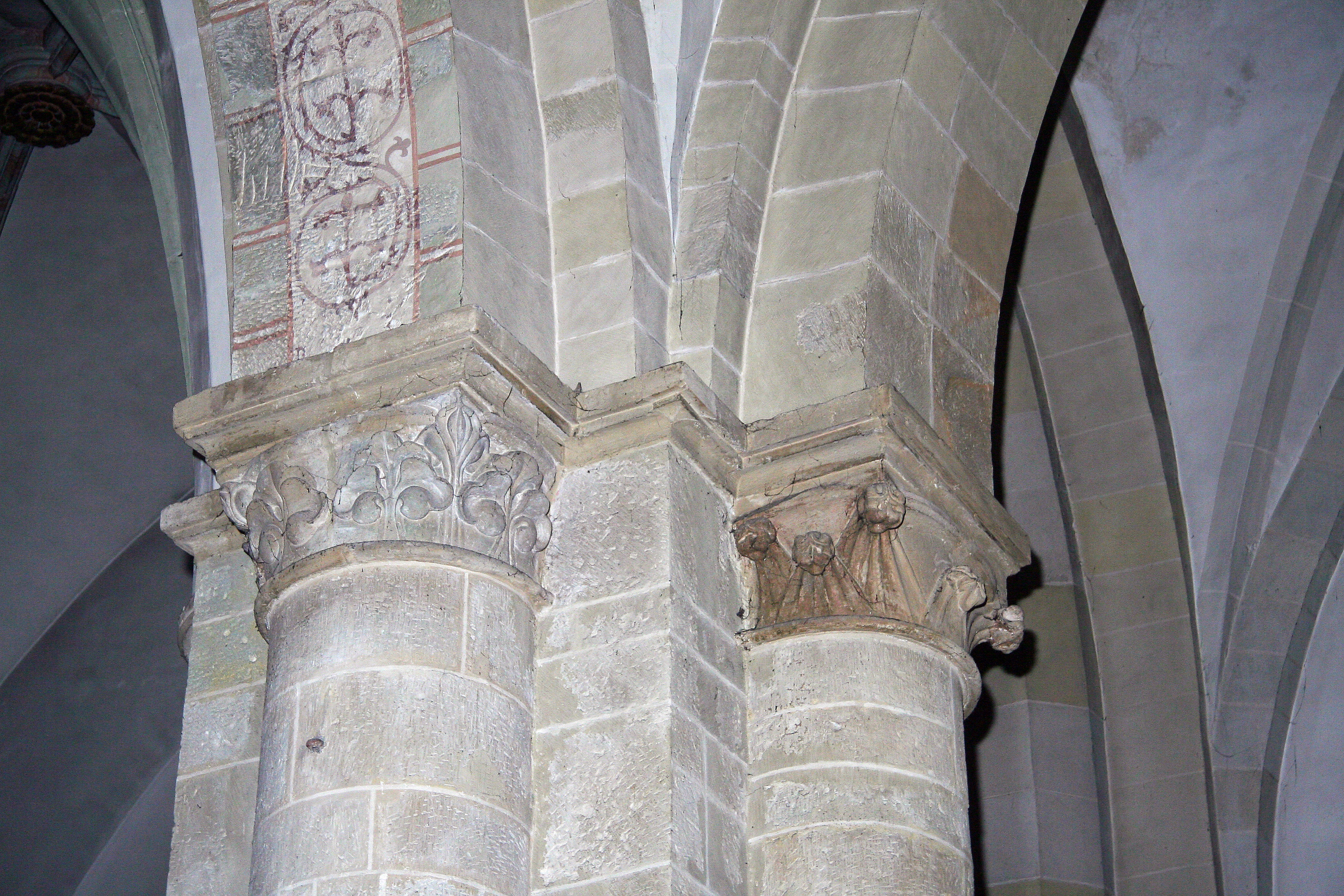
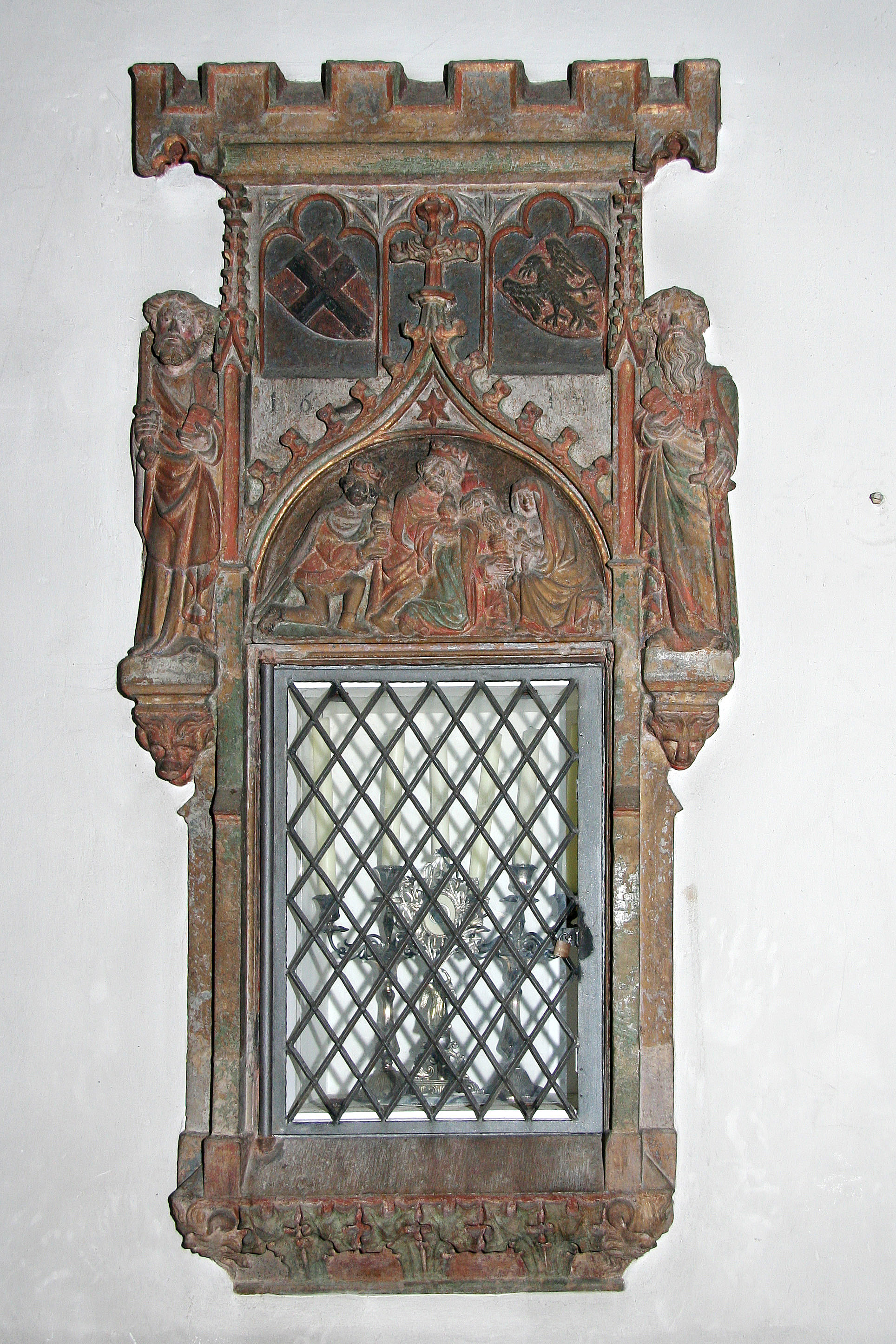